# 苏尔姆河谷圣彼得
苏尔姆河谷圣彼得是奥地利施蒂利亚州德意志兰茨贝格县的一个市镇。总面积10.95平方公里，总人口1354人，人口密度123.7人/平方公里（2001年）。